# David Clay Diaz

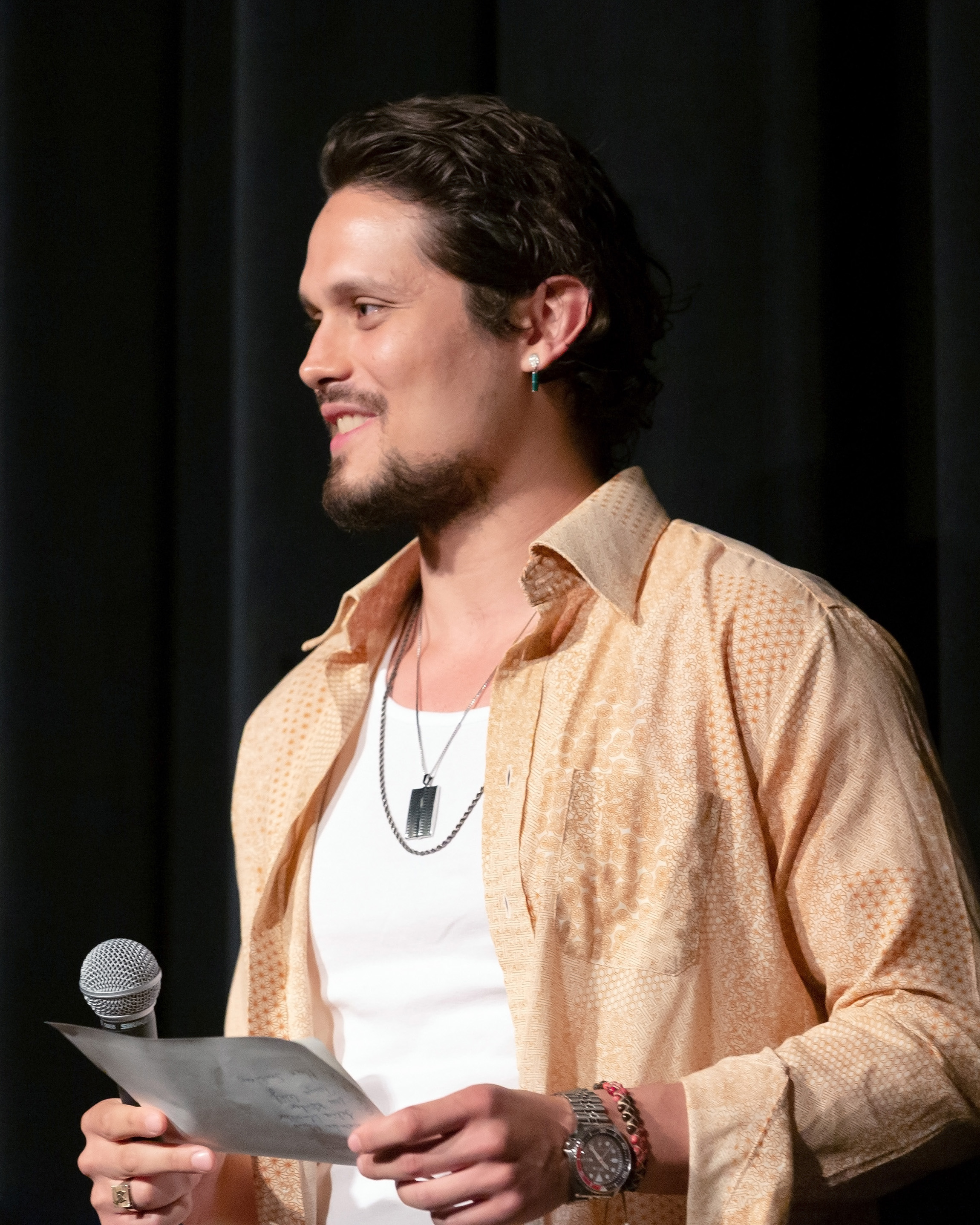
David Clay Diaz (2021)

David Clay Diaz (* 1989 in Asunción, Paraguay)  ist ein Filmregisseur, Produzent und Drehbuchautor US-amerikanischer und peruanischer Abstammung.

## Leben
David Clay Diaz wurde in Asunción, Paraguay geboren und verbrachte seine ersten Lebensjahre in Lima in Peru. Später folgte er seiner Mutter, Antonia Lucia Diaz del Pastor, nach Wien, wo er Philosophie studierte. Nachdem David Clay Diaz einige Kurzfilme gedreht hatte, nahm er  2010 ein Regiestudium an der Hochschule für Fernsehen und Film München auf.
Im Februar 2016 stellte David Clay Diaz im Rahmen der Berlinale seinen Film Agonie vor, der dort als Bester Erstlingsfilm nominiert wurde. Bei diesem Film fungierte er als Regisseur, Produzent und Drehbuchautor. Sein Film Me, We wurde im September 2021 im Rahmen der Filmkunstfest Mecklenburg-Vorpommern mit dem Fliegenden Ochsen ausgezeichnet und erhielt beim Österreichischen Filmpreis 2022 eine Nominierung als bester Film.

## Filmografie
- 2012: Existentia (Kurzfilm)
- 2016: Agonie
- 2021: Me, We
- 2023: Füxe

## Auszeichnungen
Internationale Filmfestspiele Berlin
- 2016: Nominierung als Bester Erstlingsfilm (Agonie)

Filmkunstfest Mecklenburg-Vorpommern
- 2021: Auszeichnung mit dem Fliegenden Ochsen (Me, We)

Österreichischer Filmpreis
- 2022: Nominierung als Bester Film (Me, We)

Filmfest Hamburg
- 2023: Auszeichnung bestes serielles Format (Füxe)

Grimme-Preis
- 2024: Nominierung in der Kategorie Fiktion (Füxe)